# Liste des sénateurs des Ardennes

## Sénateurs des Ardennes sous laIIIeRépublique(du 30 janvier 1876 au 21 octobre 1945)
- Léon Charpentier du 11 janvier 1920 au 13 janvier 1930 pharmacien (non réélu)
- Charles Cunin-Gridaine du 30 janvier 1876 au 24 février 1880 (mort)
- Étienne Drumel du 13 août 1893 au 22 novembre 1897 enseignant (mort)
- Eugène Fagot du 28 janvier 1900 au 9 janvier 1919 propriétaire agricole (mort)
- Gustave Gailly du 9 mai 1880 au 3 janvier 1903 industriel (ne se représente pas)
- Albert Gérard du 4 janvier 1903 au 13 janvier 1930 industriel (non réélu)
- Gustave Gobron du 3 février 1907 au 27 septembre 1911 industriel (mort)
- Charles Goutant du 17 juillet 1898 au 2 décembre 1906 architecte (mort)
- Edmond Hannotin du 10 janvier 1939 au 21 octobre 1945 magistrat
- Lucien Hubert du 7 janvier 1912 au 18 mai 1938 fonctionnaire (mort)
- Ernest Labbé du 10 janvier 1939 au 13 novembre 1942 ingénieur agronome (mort)
- Firmin Leguet du 2 février 1936 au 21 octobre 1945
- Désiré Linard du 6 février 1898 au 30 avril 1898 industriel (mort)
- Albert Meunier du 14 janvier 1930 au 9 janvier 1939 enseignant (ne se représente pas)
- Théophile Armand Neveux du 12 août 1888 au 23 mai 1893 avoué (mort)
- Louis Eugène Péronne du 7 septembre 1882 au 23 septembre 1892 notaire (mort)
- Henri Philippoteaux du 14 janvier 1930 au 16 novembre 1935 avocat (mort)
- Louis Tirman du 7 janvier 1894 au 2 août 1899 préfet (mort)
- Edmond Toupet des Vignes du 30 janvier 1876 au 23 juin 1882 (mort)

## Sénateurs des Ardennes sous laIVeRépublique(du 8 décembre 1946 au 26 avril 1959)
- Marie-Hélène Cardot du 8 décembre 1946 au 26 avril 1959 (Groupe du Mouvement Républicain Populaire)
- Eugène Cuif du 19 juin 1955 au 26 avril 1959, exploitant agricole, non réélu (Groupe des Républicains Indépendants)
- Jacques Bozzi du 7 novembre 1948 au 19 juin 1955, Professeur de Lycée, non réélu (Groupe Socialiste)
- André Victoor du 8 décembre 1946 au 7 novembre 1948, Professeur, non réélu (Groupe Communiste)

## Sénateurs desArdennessous laVeRépublique
- René Tinant du 26 avril 1959 au 6 mars 1984, agriculteur, (Groupe de l'Union Centriste des Démocrates de Progrès)
- Christian Masson du 7 mars 1984 au 1er octobre 1989, agriculteur, (Groupe du Rassemblement pour la République)
- Jacques Sourdille du 24 septembre 1989 au 9 juillet 1996, professeur agrégé de médecine, (Groupe du Rassemblement pour la République)
- Hilaire Flandre du 9 juillet 1996 au 18 octobre 2004, agriculteur, (UMP)
- Marie-Hélène Cardot du 26 avril 1959 au 1er octobre 1971, industriel, (Groupe de l'Union Centriste)
- Maurice Blin du 26 septembre 1971 au 4 juillet 2007, universitaire, (Groupe de l'Union Centriste)
- Benoît Huré du 19 octobre 2004 au 30 septembre 2020, agriculteur, (Groupe Les Républicains)